# Rimfrost

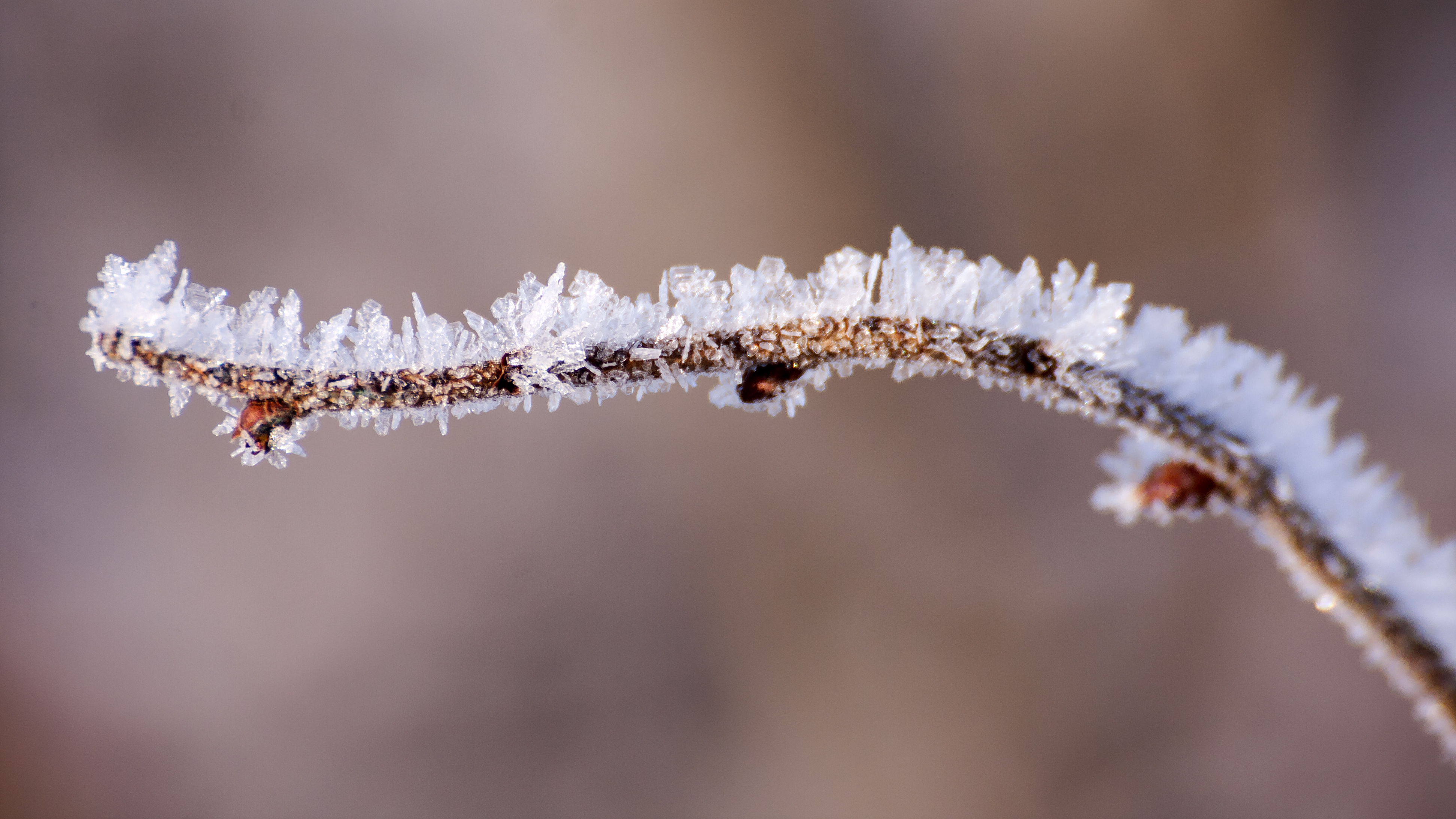
Frostkristaller på en kvist.

Rimfrost är en form av frost som inte bildas av dimma. Istället bildas den antingen på horisontella ytor som kyls ner under kalla och klara nätter eller på såväl horisontella som vertikala ytor vid omslag från kallt till milt väder när mild och fuktig luft möter kalla föremål. Det sistnämnda kallas mer specifikt advektionsrimfrost eller frostbeslag.
Rimfrosten består av mycket små iskristaller. Särskilt på vårvintern kan den lägga sig på snötäcket. När snötäcket sedan avkyls på natten bildas nya kristaller på ytan som kan bli flera centimeter stora samt medföra att snöytan reflekterar ljus och glittrar. När isen bakas in i snön kan den utgöra en risk för laviner.

## Galleri

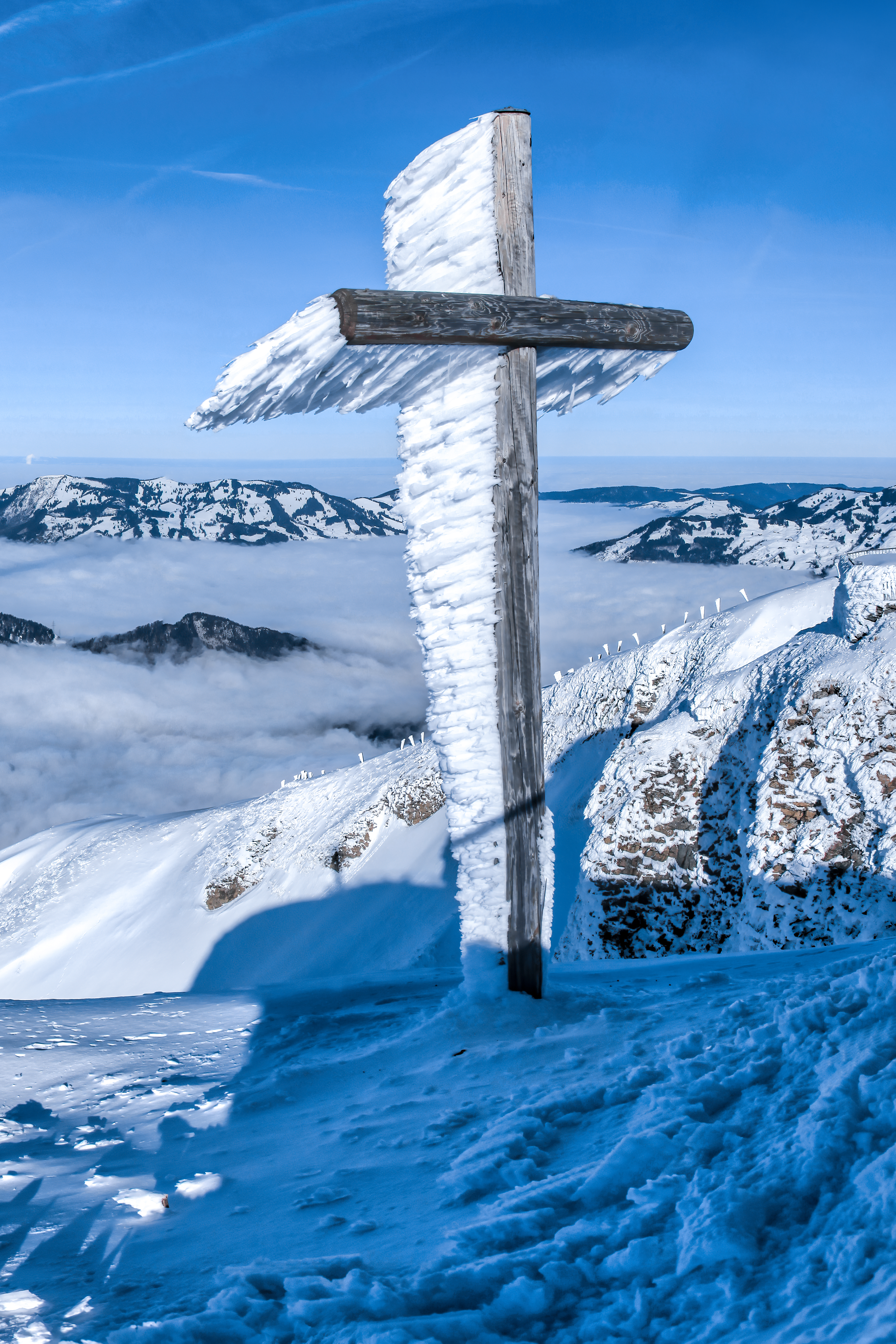
Rimfrost på träkors, på Fronalpstock.
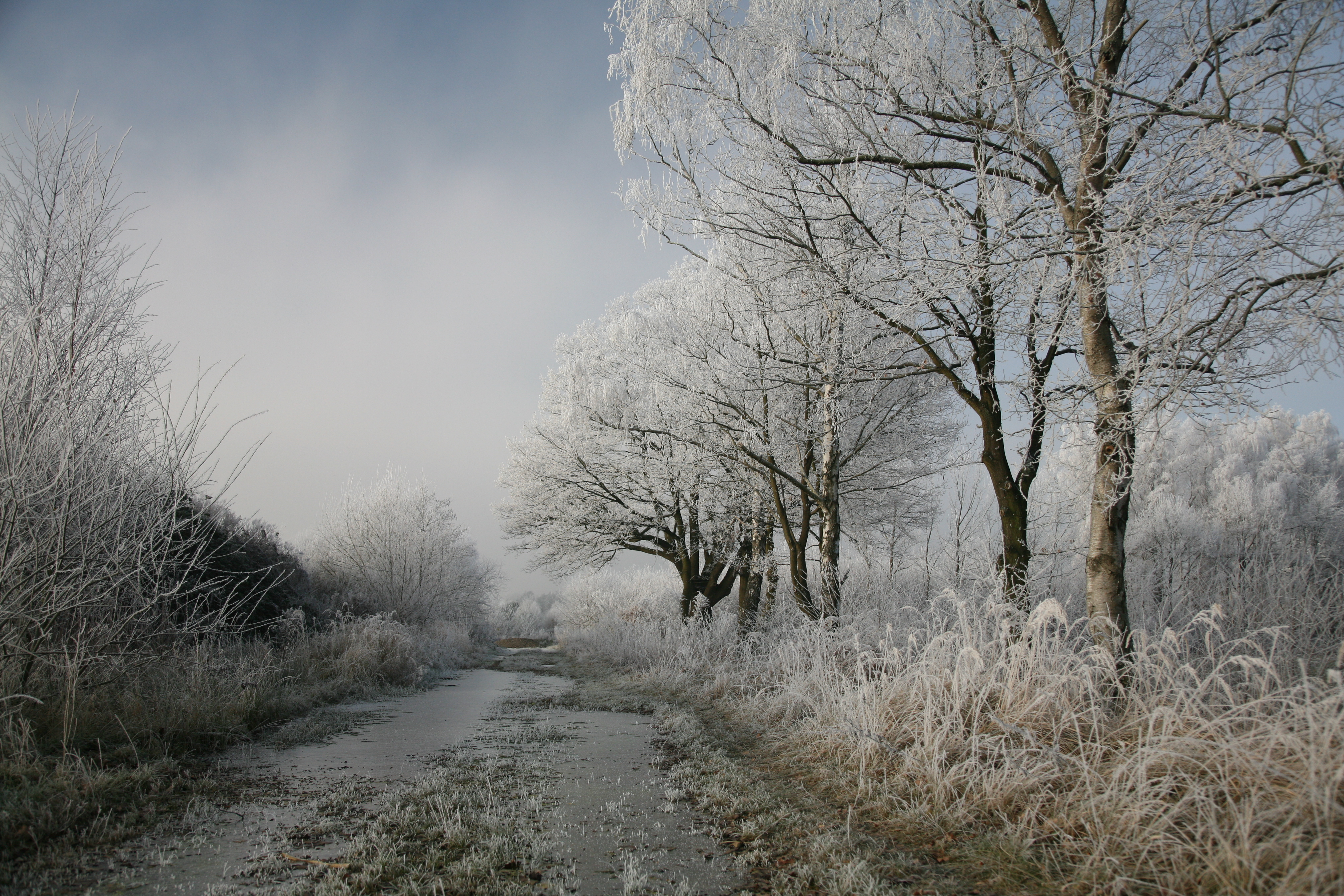
En kall vinterdag med rimfrost i Niedersachsen.
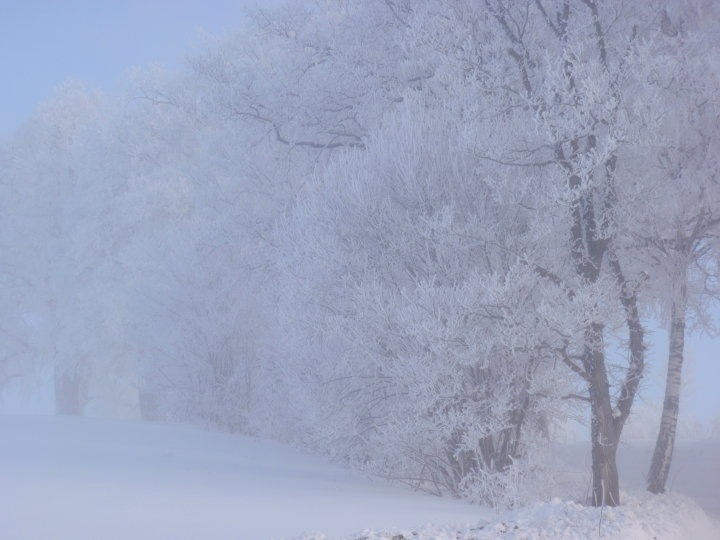
Rimfrostklädda träd vid en landsväg i Överum.